# Adam Clayton
Pour les articles homonymes, voir Clayton.
Adam Clayton, né le 13 mars 1960 à Chinnor (Royaume-Uni), est un auteur-compositeur et musicien irlandais.
Il est le bassiste du groupe irlandais U2, depuis 1976.
Il a gardé sa nationalité britannique bien qu'il réside à Dublin depuis l'âge de cinq ans. Il est décrit comme étant le plus « smart » du groupe par Bono. 
Adam Clayton est connu pour son jeu de basse sobre et efficace avec des morceaux comme New Year's Day, One, With or Without You ou Until the End of the World.

## Biographie
Adam est le fils aîné de Brian, un pilote irlandais de la RAF, et de Jo Clayton. Après quatre années passées au Kenya, les Clayton déménagent en 1965 à Dublin. Adam a une enfance et une adolescence difficile et provocatrice. Étant une sorte de hippie, son attitude de laisser-aller est en désaccord avec son environnement. En 1974, ses parents lui offrent une basse pour 52 livres. Il rencontre Paul Hewson (Bono), Dave Evans (The Edge) et Larry Mullen (Larry Mullen Junior) à la Dublin's Mount Temple Comprehensive School, la première école œcuménique irlandaise, en 1976. Larry Mullen Junior avait accroché une annonce sur le tableau d'affichage de l'école pour monter un groupe de rock. Adam l'a tout d'abord ignorée, pensant qu'il s'agissait d'un événement sponsorisé par l'école. Lorsqu'il s'est aperçu que ce n'était pas le cas, il s'est présenté à la première répétition dans la cuisine des Mullen au 60 Rosamount Avenue à Dublin, où il y avait également Dik Evans, le frère de Dave. Il se consacre avec ardeur et optimisme au groupe, en lequel il croit profondément, jouant le rôle de manager jusqu'à l'arrivée de Paul Hewson le 25 mai 1978.
Ses sentiments religieux ambigus lui vaudront de se sentir un peu isolé lorsque ses trois camarades connaîtront une poussée de ferveur religieuse pendant les enregistrements des albums October et War, entre 1981 et 1983. Mais cela n'empêche pas Bono de lui demander d'être son témoin à son mariage en 1984.
En 1986, U2 enregistre l'un de ses chefs-d'œuvre à Danesmoate House, à Rathfarnham, près de Dublin : The Joshua Tree. Adam a plus tard acheté la maison pour 380 000 €.
Adam a fait la « une » du monde entier en 1989 lorsqu'il est arrêté à Dublin en possession d'une petite quantité de marijuana. Il évite une condamnation en faisant un don important pour des œuvres de charité. Il dut lutter également contre des problèmes d'alcool, au point de rater un concert de U2 à Sydney en 1993, à la suite de sa rupture avec sa fiancée, le top-model Naomi Campbell. C'est l'unique fois où le groupe est monté sur scène sans un de ses membres.
Pendant des années, Adam Clayton a fait figure de célibataire endurci alors que les autres membres du groupe sont mariés ou engagés dans des relations de longue date. Mais le 10 avril 2006, le site officiel du groupe, a annoncé les fiançailles d'Adam avec Suzanne « Susie » Smith, cadre dans une maison de disques après avoir été l'assistante de Paul McGuinness. Ils avaient prévu de se marier pendant l'été 2007 mais se sont séparés en février 2007.
Le 4 septembre 2013, il se marie avec Mariana Teixeira De Carvalho avec laquelle il vivait depuis 2 ans.

## Style

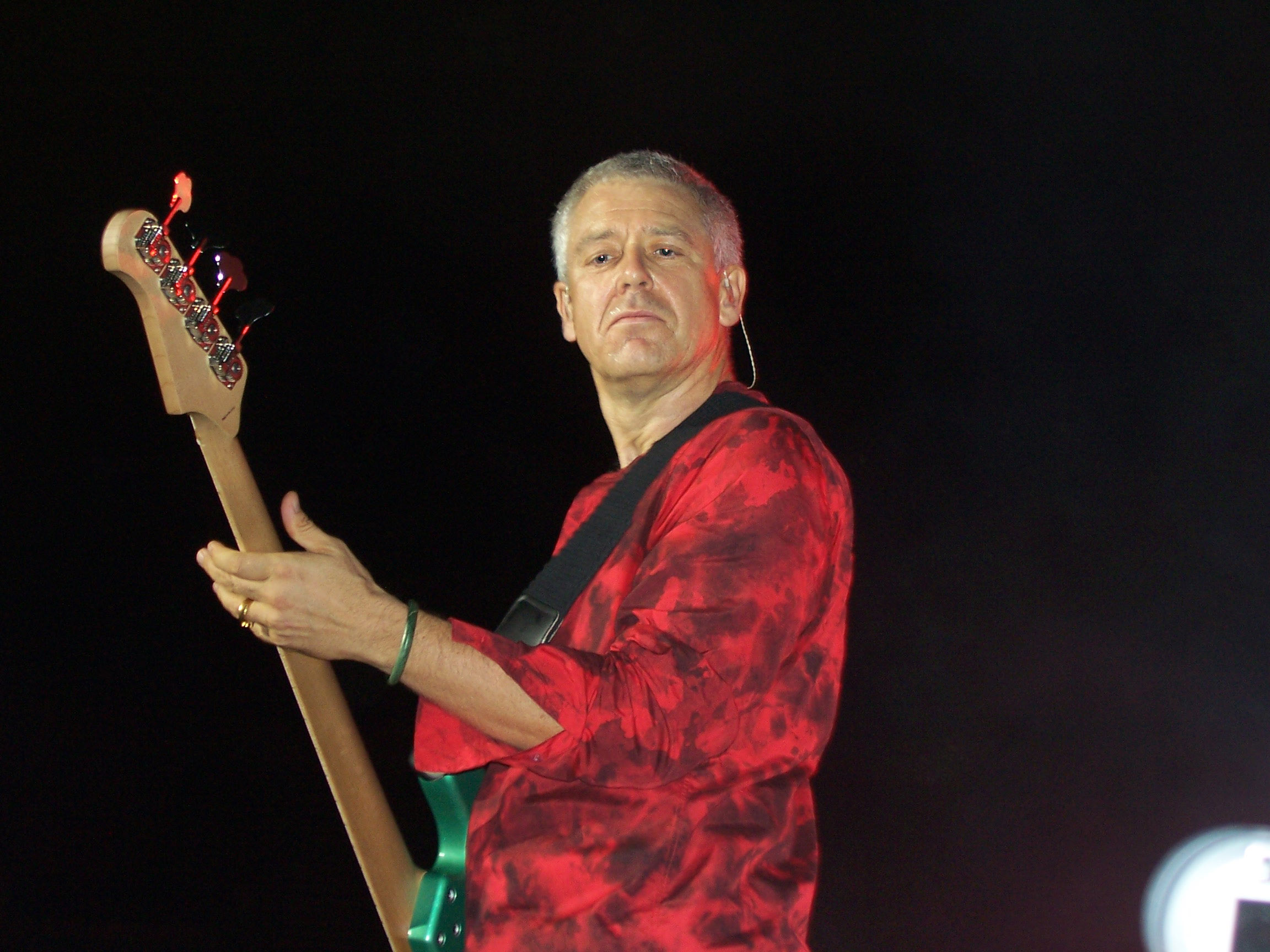
Adam Clayton lors d'un concert de U2 à São Paulo en 2006.

Le son de U2 est essentiellement construit autour des effets de guitares de The Edge et des paroles de Bono. Bien qu'Adam Clayton ne puisse probablement jamais être comparé à Jack Bruce ou John Entwistle, ses lignes de basse simples sont une solide base pour les morceaux de son groupe. L'une des raisons de cette simplicité est qu'en intégrant le groupe, Adam Clayton ne savait qu'à peine jouer de son instrument. Il n'a pris des cours professionnels qu'à partir de 1996 avec Patrick Pfeiffer, ce qui modifie sensiblement son jeu vers un caractère plus « posé ».
Même dans des morceaux où les lignes de basse sont plus compliquées et mises en avant dans le mixage (comme sur Gloria, The Three Sunrises, One ou Bullet the Blue Sky), Adam se limite à jouer cette ligne tout au long du morceau. Il passe avec aisance d'un jeu aux doigts au médiator et se lance parfois dans un style plus funky avec du slap (comme sur Gloria ou Wire). Dans les années 1980 et 90, Adam utilise parfois des effets comme des chorus, des flangers, de la distorsion ou des phasers. Récemment, il semble préférer un son brut. Dans un entretien récent de Bass Player Magazine, il déclare « On avait une règle — et c'en était probablement une bonne — qu'un seul instrument à la fois pouvait avoir un effet. Et c'est généralement The Edge. »
Lors d'un entretien de U2 à 60 Minutes en novembre 2005, Bono a décrit Adam Clayton comme étant le jazzman du groupe. En parlant de l'imprévisibilité du bassiste, Bono dit que « tu ne sais jamais ce qu'il va dire ou, plus important, ce qu'il va jouer. » Bono s'appuie sur la chanson Bullet the Blue Sky comme étant une chanson avec un son de basse étrange, où Adam joue dans un ton différent de celui du reste du groupe. En réalité, c'est une erreur car les lignes de chant et de basse sont en mi bémol mineur tandis que The Edge joue en ré bémol.

## Basses utilisées

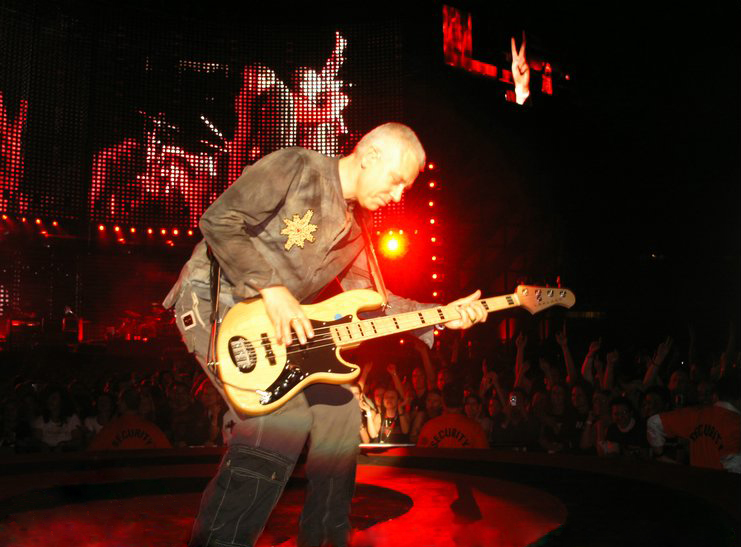
Adam Clayton jouant sur une basse Lakland.

Durant sa carrière, Adam Clayton a utilisé principalement des Fender Precision Bass, notamment une Precision de 1972 dont le vernis est particulièrement abimé, sur laquelle il a remplacé le manche original par un manche de Fender Jazz Bass, plus fin que celui de la Precision. Au début de sa carrière, il utilisait également une Ibanez, copie d'une Gibson EB-3. Continuant dans l'optique Gibson, il possède une Gibson Thunderbird et une Les Paul. Lors de la tournée PopMart Tour en 1997, il joue sur une basse jaune en forme de banane, modèle unique créé par le luthier allemand Auerswald, connu pour ses guitares conçues pour Prince. Depuis les années 2000, il utilise de plus en plus de basses Lakland, deux pour l'Elevation Tour (2001) et quatre pour le Vertigo Tour (2005-2006).
Adam Clayton utilise des amplificateurs Ashdown et, tout comme The Edge, des médiators Herdim.
Le 9 juin 2011, Clayton a reçu une nouvelle basse, une Warwick Reverso Signature qu'il a étrennée lors des 3 concerts à Mexico, les 12, 15 et 16 juin.